# Glenn (film)
Pour plus de détails, voir Fiche technique et Distribution.
Glenn (Glenn, the Flying Robot) est un film belge réalisé par Marc Goldstein, sorti en 2011. 

## Fiche technique
- Réalisation : Marc Goldstein
- Scénario : Marc Goldstein
- Photographie : Hans Sonneveld
- Musique : Florine Delory
- Son : Matthieu Pomez
- Montage : Dominique Rolin
- Décors : Anaïs Andreassian, Benoit Cogels, Amandine Grafé et Dorsan Pieters
- Costumes : Nathalie Maufroy
- Durée : 82 min
- Pays :  Belgique
- Dates de sortie :
  - Belgique : 6 juillet 2011
  - France : 25 janvier 2012

## Distribution
- Billy Boyd : Jack Leblanc
- Dominic Gould : Henry Goldmill
- Smadi Wolfman : Lana
- Geoffrey Carey : Pr. Allan Barre
- Patrick Bauchau : Richard Leblanc
- Gérard Depardieu : le reporter TV
- Vincent Eaton : Georges Chiklis
- Malinda Coleman : la présidente du jury
- Nathan Kemp et David Lopes : les membres du jury